# 5 km (obwód tarnopolski)
5 km (ukr. 5 км) – przystanek kolejowy w miejscowości Borki Wielkie, w rejonie tarnopolskim, w obwodzie tarnopolskim, na Ukrainie.